# Staurochilus loherianus
Staurochilus loherianus är en orkidéart som först beskrevs av Friedrich Fritz Wilhelm Ludwig Kraenzlin, och fick sitt nu gällande namn av Karas. Staurochilus loherianus ingår i släktet Staurochilus och familjen orkidéer. Inga underarter finns listade i Catalogue of Life.